# Geografia Germaniei

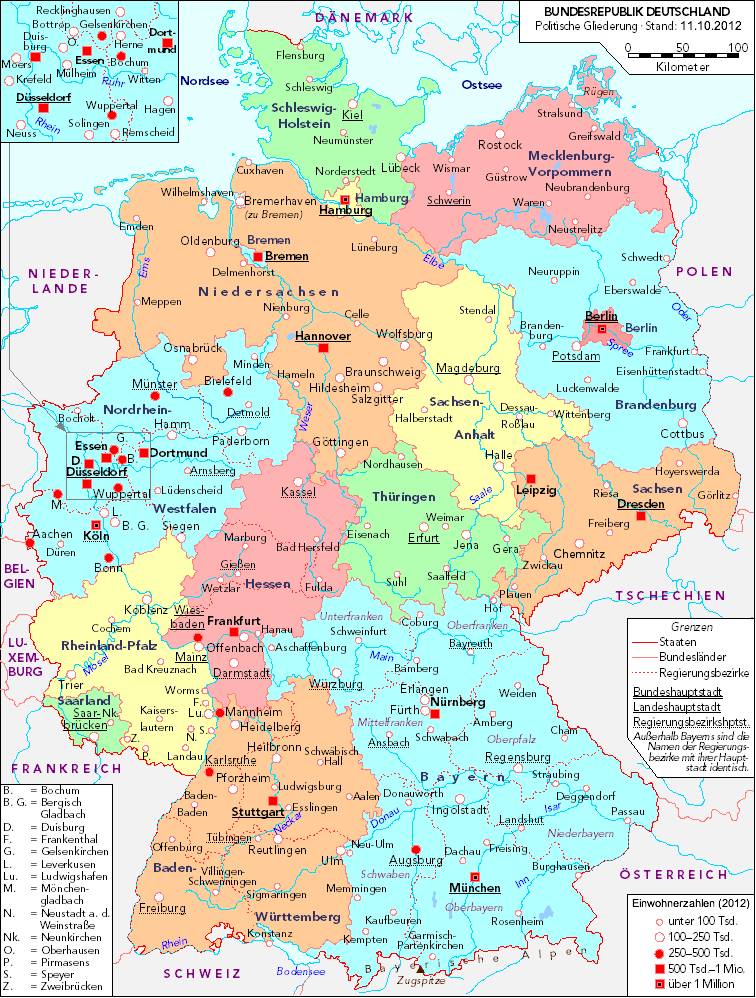

Germania este un stat situat în Europa Centrală.
Suprafața totală a teritoriului țării este de 357.121 km², relieful fiind preponderent muntos.
Germania se învecinează cu nouă țări europene: în nord - Danemarca; în est - Polonia și Cehia; în sud-est - Austria; în sud - Austria și Elveția; în sud-vest - Franța; în vest - Țările de Jos, Belgia și Luxemburg.
De asemenea are ieșire directă la Marea Baltică și la Marea Nordului (Oceanul Atlantic).
Germania are o climă temperată, cu o temperatură medie anuală de 9 °C. Temperatura medie în ianuarie variază de la -6 °C până la +1 °C (în funcție de localitate și altitudinea ei), în timp ce temperatura medie a lunii iulie variază între 16 și 20 °C. Precipitațiile sunt mai mari în sud, unde se înregistrează 1.980 mm pe an, majoritatea sub formă de zăpadă.
Capitala Germaniei este Berlin. Alte orașe importante sunt Hamburg, München, Köln, Brema, Frankfurt pe Main, Düsseldorf, Stuttgart, Dresda, Hanovra, Rostock, dintre care unele sunt porturi. Porturi fluviale sunt Duisburg, Mannheim, Frankfurt pe Main și Berlin, iar porturi maritime sunt Brema, Hamburg, Rostock și Lübeck. Orașele cele mai mari sunt Berlin, Hamburg, München și Köln.

## Geografie fizică

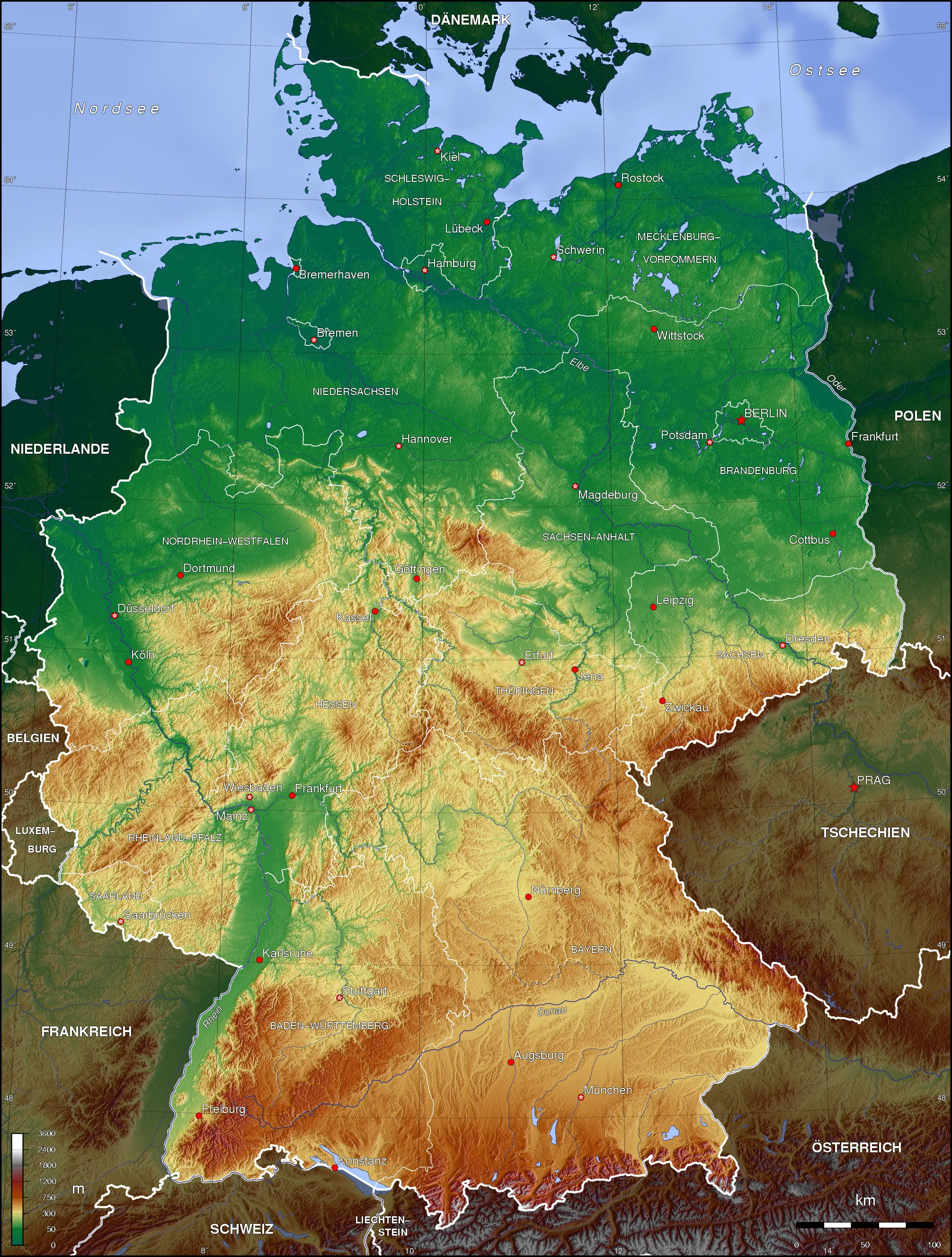
Hartă topografică a Germaniei

Treimea nordică a statului este situată în Câmpia Europeană de Nord, cu teren plat traversat de numeroase fluvii și râuri
(Ems, Elba, Weser, Oder). Zone umede și condiții mlăștinoase sunt găsite în apropierea graniței cu Olanda și pe lângă coasta regiunii Frizia.
Mai spre sud, Germania centrală se prezintă prin dealuri și munți mici, cu pante abrupte, în mediu rural. Valea Rinului taie prin partea vestică a regiunii. În sudul Berlinului, în partea centrală estică a regiunii, terenul este mai mult ca provinciile nordice-plat cu zone umede.
Formele de relief ale Germaniei de Sud sunt definite de diferite lanțuri de dealuri și munți liniari, cum ar fi cele două lanțuri adiacente ale Alb șvab și franconian și Pădurea Bavaria de-a lungul graniței dintre Republica Cehă și Bavaria. Alpii de la granița de sud sunt cei mai înalți munți, dar relativ puțin teren alpin se află în Germania (în sud-estul Suvabiei și Bavariei Superioară) în comparație cu Elveția și Austria. Pădurea Neagră, la granița de sud-vest cu Franța, desparte Rinul de izvoarele Dunării pe versanții estici.

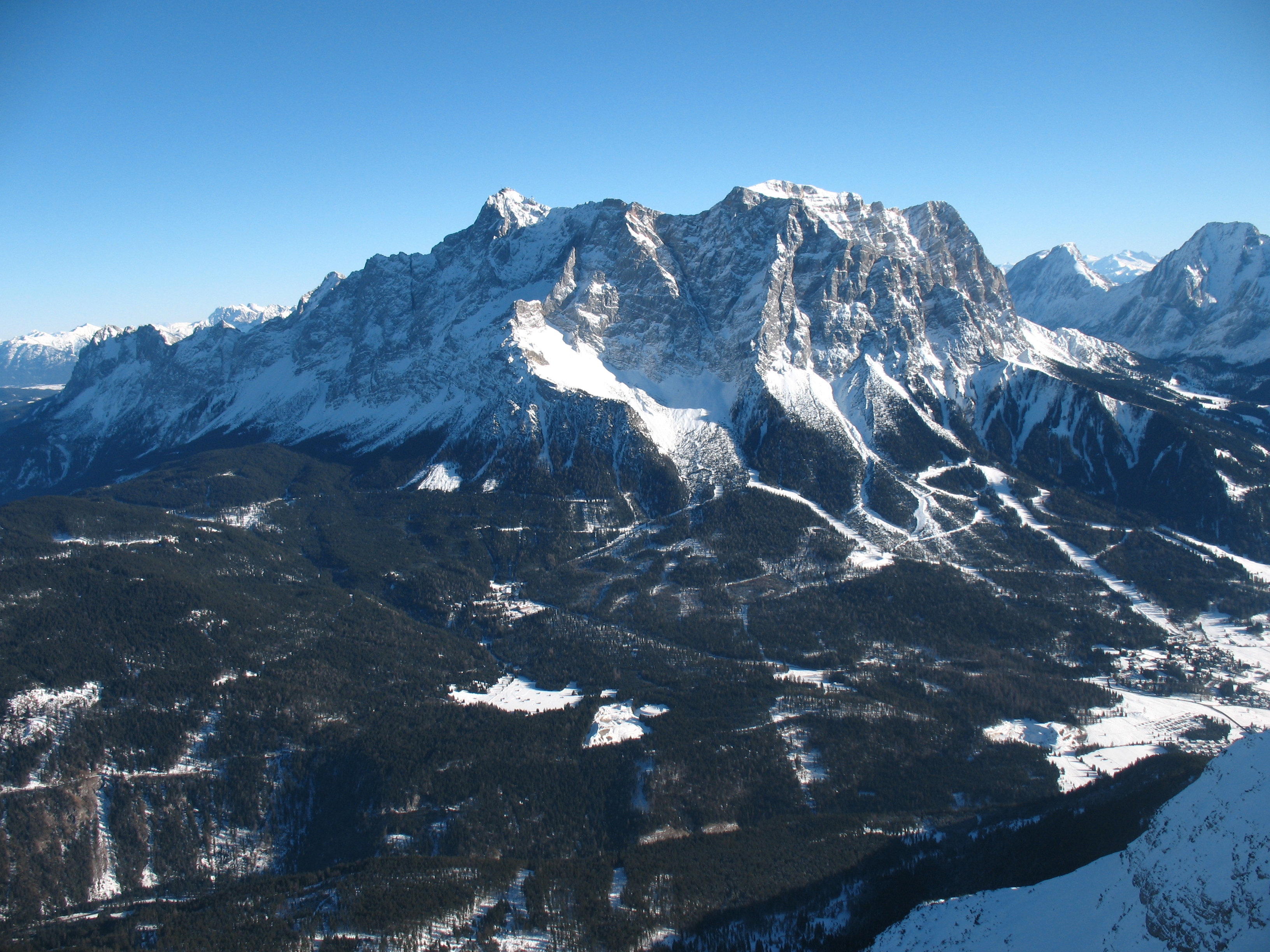
Vârful Zugspitze; cea mai mare elevație din Germania

## Geografie umană

### Demografie

Hartă arătând densitatea populației din Germania; (2019)

Cu o populație de 83.2 milioane de locuitori, Germania este cel mai populat stat din Uniunea Europeană și se plasează pe locul 19 în lume.
Densitatea statului este de 233 loc./km2. Conform unei estimări ONU din 2019, Germania este a doua țară din lume după număr de migranți
circa 23% din populația Germaniei nu are un pașaport german, sau sunt descendenți direcți a unei famili de emigranți.

### Diviziuni administrative
Germania este împărțită în 16 state, numite land-uri (în germană Länder).
Fiecare land are constituția sa proprie.
Din cauza diferențiere în mărime și populație subdiviziunile statelor variază, în special între orașe și municipii cu teritorii mai mari.
În scopuri administrative regionale, cinci land-uri, și anume Baden-Württemberg, Bavaria, Hesse, Renania de Nord-Westfalia și Saxonia, sunt formate dintr-un total de 22 de districte guvernamentale (Regierungsbezirke). Începând cu iulie 2021, Germania este împărțită în 400 de districte (Kreise) la nivel municipal, acestea constă din 294 de districte rurale și 106 de districte urbane.